# Детский труд в Непале
Детский труд в Непале — работа детей Непала, которая лишает их детства, потенциала и достоинства и наносит ущерб физическому и умственному развитию (по определению детского труда Международной организацией труда (МОТ), ЮНИСЕФ определяет возраст для детского труда — от 5 до 14 лет).
Распространённость детского труда в Непале относительно высока по сравнению с другими странами Южной Азии . Анализ двух всесторонних докладов о детском труде, с данными 2008 года и 2017—2018 года, показал тенденцию к снижению общего детского труда в Непале, так количество работающих детей уменьшилось — 1,1 миллиона в 2018 г. по сравнению с 1,6 млн в 2008 г..
Наблюдается значительное снижение числа детей во вредных профессиях (с 0,62 млн в 2008 г. до 0,20 млн в 2018 г.).

## История детского труда в Непале
В 1950-х годах искоренение малярии в непальском регионе Тераи привело к тому, что мигранты из других частей страны переселились и заняли земли, традиционно принадлежавшие этнической общине тхару. Община тхару была недостаточно богата, чтобы защитить свою землю. Поскольку не было никаких реальных доказательств того, что они владели землей, их выселили и использовали в качестве рабов.
Именно в это время в Непале была введена в действие система Камайя и Камлари, как контрактная система, при которой молодые девушки из бедных семей продаются в домашнее рабство. В дальнейшем система эволюционировала с использованием детей, как рабов.  
Брокеры отправлялись в западный Непал, чтобы покупать дочерей из бедных семей. Заработок отправлялся в семью. Сделка освобождала семью от ребенка, которого они должны были кормить и обеспечивать.  Другая часть соглашения предусматривала образование ребёнка, но часто не выполнялась.
Система Камайя и Камлари в Непале была отменена для мужчин в 2000, для женщин в 2006 году. Активистки, сами пережившие в своё время такое детское рабство, например, Шанта Чаудхари, ведут борьбу по искоренению его пережитков.

## Обзор детского труда в Непале
О том, что большинство работающих детей работают в сельскохозяйственном секторе и в качестве домашней прислуги, было сказано в исследовании 2006 года. В 2013 году Министерство труда США сообщило, что дети в Непале заняты в сельском хозяйстве, эксплуатируются в наихудших формах сексуальной эксплуатации, добывают полезные ископаемые, заняты в камнеобработке, ткачестве и домашних услугах.
В беднейшем квантиле потребления наблюдался самый высокий процент (18,7 %) работающих детей, которые работают более 40 часов в неделю (2004 год). Девочки работали больше часов, чем их братья.
Согласно исследованию 2004 года, уровень школьного образования детей и уровень участия детей в рабочей силе взаимосвязаны, так как увеличение рабочего времени уменьшает время на обучение.
86,2 % работающих детей продолжали учёбу, а 13,8 % детей не учились, а только работали (данные 2008 года.)

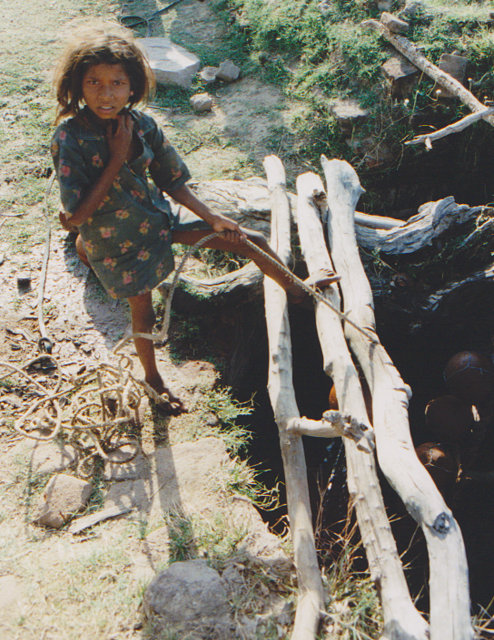
Молодая непальская девушка работает на полях Непала

Количество часов работы в неделю для большинства детей как в сельской, так и в городской местности (2008 г.):
- (60,5 %) — менее 19 часов,
- 32,2 % —20 до 40 часов,
- 7,3 % — более 40 часов в неделю.

## Отрасли, использующие детский труд

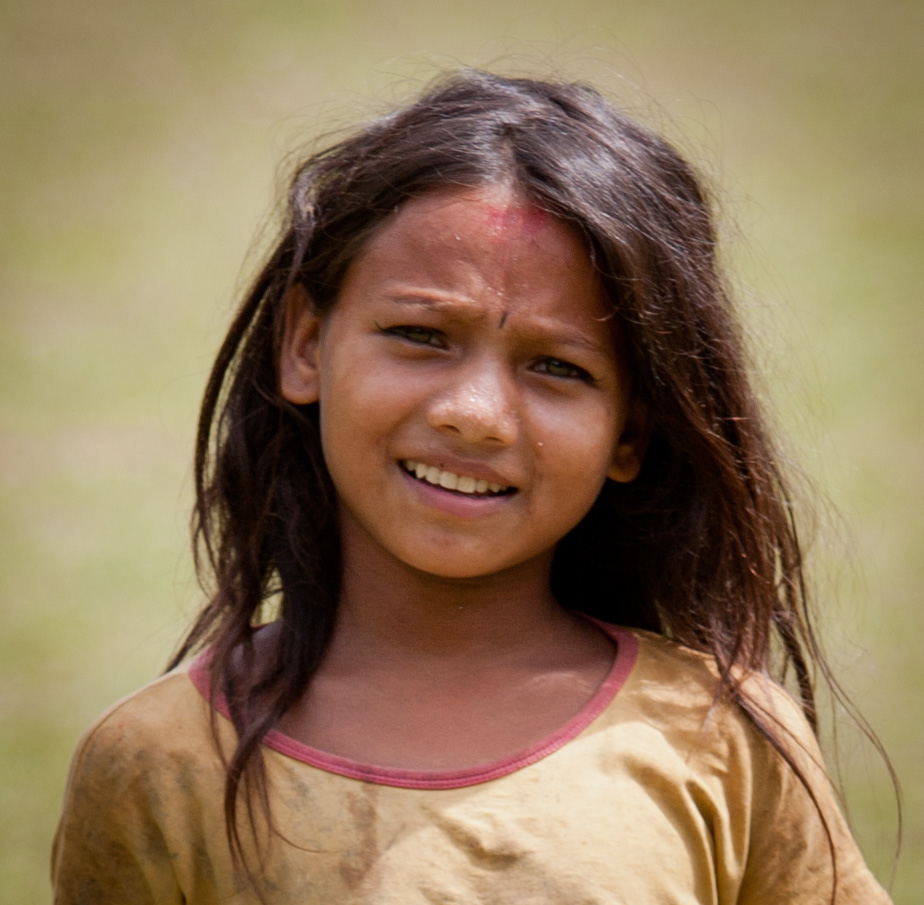
Девушка работает на полях Тансена, Непал.

Детский труд по секторам (согласно NLFS):
- 88,7 % работающих детей заняты в сельском хозяйстве.
- 1,4 % — в обрабатывающей промышленности,
- 0,3 % — в строительстве,
- 1,6 % — в оптовой и розничной торговле,
- 1,0 % — в гостиницах и ресторанах,
- 0,1 % — в частных домохозяйствах с наемными работниками,
- 6,9 % — в других отраслях промышленности.

Около 78,1 % детей работают в сельском хозяйстве, являющемся натуральным.

### Сельское хозяйство
Большинство детей работают в сельском хозяйстве. При этом дети не учитываются в национальной статистике как экономически активные и не оказывают существенное влияния на сельскохозяйственное производство Непала (Абдулай (1999 год).
Факторы, способствующие детскому труду в сельском хозяйстве:
- семейные династии в сельскохозяйственном секторе,
- удалённость от города (3-7 часов езды).

Несмотря на то, что большинство работающих детей заняты в сельском хозяйстве, продолжительность работы —9,2 часа в неделю на работу в сельском хозяйстве гораздо меньше, чем в других видах работ.
В сельскохозяйственном секторе дети испытывают опасные воздействия вредных химических веществ и тяжелых погодных условий.
В 2014 году в Перечне товаров, произведенных с использованием детского или принудительного труда были указаны кирпичи, ковры, украшенные ткани и камни.

### Армия
Коммунистическая партия Непала [КПН(М)] состояла из Народно-освободительной армии и Королевской армии Непала. Они спровоцировали гражданскую войну в Непале в 1996 году, декларируя борьбу с социальной и экономической несправедливостью и призывая (в том числе путём похищений и манипуляций) детей-солдат в возрасте от четырнадцати до восемнадцати лет. Во время гражданской войны в Непале дети служили солдатами, часовыми, шпионами; работали поварами и носильщиками, став свидетелями травмирующих событий (взрывы, насильственная смерть). Война началась в 1996 году, но в 2010 г. 15,5 % опрошенных детей все ещё служили в армии на момент исследования.

### Ковровая промышленность
Ковровая промышленность является одним из основных источников дохода в Непале, а дети считаются недорогой рабочей силой. В Непале в ковровой промышленности занято около 1800 детей в возрасте до четырнадцати лет. В исследовании Бейкера (2001) все 162 непальских ребёнка, участвовавших в исследовании детского труда в ковровой промышленности, тратили на работу более 6 часов в день. Для ковровой промышленности эффективной для сокращения детского труда оказалась «Социальная маркировка», информирующая потребителей об условиях труда на ковровой фабрике и об использовании детского труда.

### Домашний труд
Домашний труд детей в Непале включает уход за детьми, приготовление пищи, покупки, доставку воды и уборку. Часто девочек, принуждают к домашнему труду, как жертв торговли людьми. В неделю дети в возрасте 6-15 лет тратят 4,3 часа на работу по дому, девочки выполняют больше домашней работы, чем мальчики (2006 год).

## Причины детского труда

### Бедность
Бедность является основной причиной детского труда в Непале и часто сочетается с отсутствием образования (2005 год).
Для бедных семей вхождение детей в состав рабочей силы имеет немедленные экономические выгоды для родителей, в то время как экономические выгоды от образования их детей будут долгосрочными.
Стоимость обучения в школе высока, а детски труд приносит немедленную экономическую выгоду (2001 год). Отсутствие доступа к школьному образованию приводит к расширению детского труда с целью оплаты обучения. Детский труд расширяется, как занятие для бездельничающих детей, для которых школа недоступна из-за дороговизны.

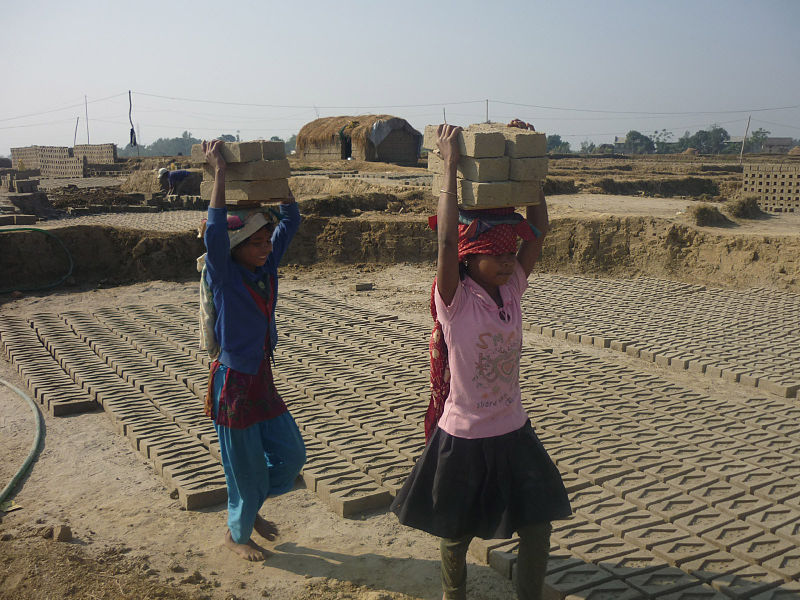
Молодые девушки, работающие в кирпичных печах Непала

### Гендерное неравенство
Многие родители в Непале считают, что девочки должны заниматься домашним хозяйством, а не ходить в школу, так как их удел замужество (1987 г.). Девочка, ходящая в школу выполняет домашнюю работу, мальчики работают на рынке. Севочки чаще вовлечены в детский труд, чем мальчики. Девочки также, как правило, работают больше часов, чем мальчики, особенно самая старшая девочка в семье. Чем больше детей в семье, тем больше часов работает старшая девочка. Когда в семью добавляется ребёнок мужского пола, старшие братья и сестры женского и мужского пола должны работать дополнительно 1,5 часа в неделю, а когда в семью добавляется ребёнок женского пола, только старший ребёнок женского пола должен работать дополнительные часы. Это неравенство сохраняется и во взрослом возрасте, о чём свидетельствует низкий балл Непала по Индексу гендерного развития (GDI) 0,545 (для сравнения показатель Канады 0,959).

## Влияние детского труда

### Образование
Несмотря на то, что школьное образование увеличивает будущий доход ребёнка, бедные непальские семьи редко отдают ребёнка в школу из-за сиюминутной выгоды от детского труда. Когда ребёнок уже используется в качестве рабочей силы, он с меньшей вероятностью будет зачислен в школу. Установлено, что повышение активности ребёнка на рынке труда негативно влияет на его школьный опыт. Этот эффект гораздо сильнее проявляется у девочек, чем у мальчиков.

### Душевное здоровье
Доля психических заболеваний, таких как тревога и посттравматическое стрессовое расстройство (ПТСР), у непальских детей-солдат выше, чем у непальских детей, которые никогда не призывались на военную службу. Особенно пагубно война влияет на детей-солдат женского пола (данные 2008 года). Женщины-дети-солдаты также сталкивались с гендерной стигмой со стороны своего сообщества после демобилизации из армии. 55 % детей-солдат, участвовавших в исследовании, страдало посттравматическом стрессовым расстройством.

### Экономическое развитие
В долгосрочной перспективе детский труд препятствует долгосрочному экономическому росту Непала из-за замедления темпов накопления человеческого капитала (2001 год). Одним из способов накопления человеческого капитала является образование, а работа сокращает время детей на учёбу.
Расширение детского труда по мере роста экономики указывает на несовершенство экономики. Тем не менее исследование (2005год) показало, что дети в Непале приносят около 7 % дохода домохозяйства, что довольно много по сравнению с другими развивающимися странами.

## Борьба с детским трудом в Непале

### Организации
Серьёзность проблемы детского труда в Непале привело к созданию множества (тысячи) правительственных организаций и многочисленных международных неправительственных организаций, работающих в Непале над решением проблемы детского труда посредством улучшения образовательных стандартов.
НПО:
- Child Workers in Nepal[англ.],
- Maiti Nepal[англ.]
- Shakti Samuha[англ.]

#### Международная организация труда
Одной из целей этой организации является искоренение наихудших форм детского труда в Непале. Ставится цель укрепить системы контроля за детским трудом, предотвращать и выявлять новые сектора детского труда, планировалась помощь правительству Непала в утверждении списка опасных видов детского труда.

#### Дети и женщины в социальных службах и правах человека (CWISH)
Цель CWISH — создать атмосферу уважения к правам человека в Непале с упором на права ребёнка и усилением защиты детей от:
- физического насилия,
- сексуального насилия,
- домогательств,
- физических и унизительных наказаний,
- издевательств,
- безнадзорности,
- торговли людьми,
- детского труда
- детских браков.

Также оказывается помощь уязвимым детям и их семьям(помощь 157 495 непальским детям и завершение 83 проектов). Один из этих проектов включал создание 11-ти муниципалитетов, осуществляющих контроль за детским трудом.

### Воспитание детей
Программа «Обучение детей» началась с подбора спонсоров для детей из неблагополучных семей в Непале, чтобы обеспечить их образование, расширилась с целью повышение грамотности женщин, расширения прав и возможностей женщин и устойчивого развития сельского хозяйства.
ETC запустила программу раннего образования, которой не хватало в Непале, предоставила стипендии, помогающие удержать детей в школах, и сосредоточили свои усилия на непальских девочках.

### Финансовые рычаги
Запрет на детский труд для бедняков связан с немедленными затратами, поэтому прямой запрет детского труда в одном секторе может привести к тому, что дети будут работать в других, более опасных секторах, таких как проституция.
Расширение доступа к банкам (кредит позволяет семье иметь более стабильный доход, чтобы отправить своего ребёнка в школу) может уменьшить количество детского труда в Непале(2005 год).
Предоставление субсидий на зачисление и денежных переводов за запись детей в школу — стимулирует родителей отправлять своих детей в школу.

## Законодательство
Непал ратифицировал большинство ключевых международных конвенций, касающихся детского труда:
- Конвенции МОТ о минимальном возрасте № 138 (в 2003 г.),
- Конвенции № 182 о наихудших формах детского труда (в 2004 г.)

В 2018 году правительство Непала утвердило Национальный генеральный план (НМП)-II по детскому труду на 2018—2028 год.